# Dick Rutan
Dick Rutan, all'anagrafe Richard Glenn Rutan (Loma Linda, 1º luglio 1938 – Coeur d'Alene, 3 maggio 2024), è stato un militare, aviatore e politico statunitense.
Aviatore collaudatore, nel 1986 pilotò l'aereo Rutan Voyager nel primo volo intorno al mondo senza scalo e senza rifornimento di carburante insieme a Jeana Yeager.

## Biografia
Richard Rutan nacque e crebbe a Loma Linda, in California, dove iniziò a interessarsi al volo già in giovane età col fratello minore Burt Rutan.
Dopo aver completato il corso per ufficiali di intercettazione radar, Rutan prestò servizio presso il 322d Fighter-Interceptor Squadron a Kingsley Field, Oregon, dal dicembre 1959 al settembre 1961. Fu ufficiale di intercettazione presso il 57º Fighter Interceptor Squadron dell'aeroporto di Keflavik, Islanda, dal settembre 1961 all'ottobre 1962. Il suo incarico successivo fu quello di navigatore Douglas C-124 Globemaster II con l'85º Air Transport Squadron a Travis AFB, California, dall'ottobre 1962 all'11 novembre 1965. Seguì il corso di addestramento per piloti universitari, conseguendo il brevetto di pilota a Laughlin AFB, Texas, nel dicembre 1966.
Rutan prestò servizio durante la guerra del Vietnam come uno dei membri fondatori dei "Mistys" dell'operazione Commando Sabre. Effettuò 325 missioni ma dovette poi abbandonare quando il suo aereo F-100 Super Sabre nordamericano "Hun" venne colpito.
In seguito fu pilota di F-100 presso il 492nd Tactical Fighter Squadron e come Flight Test Maintenance Officer presso il 48º Tactical Fighter Wing presso la RAF Lakenheath, in Inghilterra, dal novembre 1968 all'aprile 1972. 
Durante la sua carriera con l'Air Force, Rutan ottenne la Silver Star, cinque Distinguished Flying Crosses, 16 Air Medaglie e un Purple Heart. Si ritirò dall'Aeronautica Militare nel 1978 con il grado di tenente colonnello.
Dal 14 al 23 dicembre 1986, Rutan realizzò con la copilota Jeana Yeager il primo volo senza scalo intorno al mondo e senza rifornimento a bordo, pilotando il Rutan Voyager, un progetto di suo fratello Burt. Il volo durò 9 giorni, 3 minuti e 44 secondi, e coprì 24.986 miglia (40.211 km). Nello stesso anno la Yeager e i fratelli Rutan ricevettero la medaglia d'oro del Royal Aero Club, la medaglia presidenziale dei cittadini dal presidente Ronald Reagan e il Collier Trophy per i loro risultati.
Nel 1997, Dick Rutan e Mike Melvill volarono fianco a fianco su tutto il mondo con due aerei in kit Rutan Long-EZ da loro costruiti personalmente. Questo volo venne chiamato "il giro del mondo in 80 notti".
Il 3 dicembre 2005, a bordo dell'EZ-Rocket, Rutan stabilì il record di distanza punto a punto per un aereo lanciato da terra e alimentato a razzo, volando per 16 km da Mojave, California, a California City, in poco meno di dieci minuti. Questa fu anche la prima consegna ufficiale della posta statunitense da parte di un aereo a razzo. In riconoscimento di questo risultato, fu assegnata a Rutan la medaglia Louis Blériot 2005.
Repubblicano conservatore, nel 1992 si candidò contro il deputato democratico George Brown, Jr. nel 42º distretto congressuale della California. Prevalse Brown con 79.780 voti (50,7%) contro i 69.251 di Rutan (44%).
Dick Rutan morì a Coeur d'Alene, in Idaho, il 3 maggio 2024 per complicazioni da Covid-19 all'età di 85 anni.